# Lucigadus ori
Lucigadus ori és una espècie de peix de la família dels macrúrids i de l'ordre dels gadiformes.

## Morfologia
- Els mascles poden assolir 22 cm de llargària total.[5][6]

## Depredadors
A Comores és depredat pel celacant (Latimeria chalumnae).

## Hàbitat
És un peix d'aigües profundes que viu entre 120-1153 m de fondària, tot i que, normalment, ho fa entre 275-550.

## Distribució geogràfica
Es troba a Sud-àfrica i Comores, i, possiblement també, a Somàlia, l'Uruguai i el sud del Brasil.